# Diazoessigsäureethylester
Diazoessigsäureethylester, kurz Diazoessigester oder EDA, ist eine Diazoverbindung, die durch Diazotierung von Glycinethylester-hydrochlorid entsteht. EDA spielt eine wichtige Rolle als Synthesereagens zur Bildung von Cyclopropancarbonsäure- und Cyclopropencarbonsäurederivaten, von β-Ketoestern im Sinne einer Buchner-Curtius-Schlotterbeck-Reaktion, zur Kettenverlängerung von Ketonen und für 1,3-Dipolare Cycloadditionen.

## Vorkommen und Darstellung
Diazoessigsäureethylester wurde erstmals 1883 von Theodor Curtius beschrieben, der aus Glycinethylester-hydrochlorid mit Natriumnitrit NaNO2 in Wasser ein mit Diethylether extrahierbares gelbes Öl erhielt. Nach einer Laborvorschrift erhält man daraus praktisch reinen Diazoessigester in guter Ausbeute (85 %).
Durch temperaturkontrollierte Reaktion im Zweiphasensystem Wasser-1,2-Dichlorethan konnte das Reinprodukt mit 93,5 % Ausbeute erhalten werden.
Bei der Reaktion von Glycinethylester mit dem stabilen Diazonium-tetrafluoroborat des 4-Nitroanilins entsteht durch Rückspaltung der gebildeten Triazenzwischenstufe EDA.
In jüngerer Zeit wurden wegen der Giftigkeit und Explosionsneigung des Diazoessigsäureethylesters auch Synthesen der Substanz und ihrer Derivate mittels Mikroreaktoren durchgeführt.

## Eigenschaften
Ethyldiazoacetat ist eine klare, gelbe Flüssigkeit von stechendem Geruch, die sich in Wasser wenig löst, aber mit vielen organischen Lösungsmitteln mischbar ist. Die Verbindung ist flüchtig und „beim Erhitzen tritt gegen 110 °C unter gewaltiger Wärmeentwicklung plötzlich mit großer Heftigkeit Zersetzung ein“. Während Diazoessigester im Alkalischen relativ stabil ist, zerfällt er in Gegenwart von Wasser und Säuren und bei Bestrahlung unter Abspaltung von Stickstoff. Handelsüblich sind Lösungen in Dichlormethan oder Toluol, die kalt und dunkel gelagert werden sollten. EDA kann durch fraktionierte Vakuumdestillation unter Einhaltung strikter Explosionsschutzregeln gereinigt werden. Die Verbindung wird allerdings auch als „relativ stabile, im Vakuum unzersetzt destillierbare Flüssigkeit“ beschrieben.

## Anwendungen

### Bildung von Cyclopropanen und Cyclopropenen
Bei der thermisch  oder photochemisch induzierten Abspaltung von Stickstoff N2 aus Diazoessigsäureethylester entsteht das reaktive Carben :CH-COOC2H5, das unter Katalyse mit speziellen Goldkomplexen mit Ethen in bis zu 70 % Ausbeute zu Cyclopropancarbonsäure reagiert.
Mit Stilben reagiert Diazoessigester in Gegenwart von wasserfreiem Kupfersulfat CuSO4 mit hohen Ausbeuten zu 2,3-Diphenylcyclopropan-1-carbonsäureethylester. Aus cis-Stilben entsteht ausschließlich der trans,trans-Ester, aus trans-Stilben hingegen das Gemisch der cis,trans-Isomeren.
Die vielen Pyrethroiden mit insektizider Wirksamkeit zugrundeliegende Chrysanthemumsäure ist durch Cyclopropanierung von 2,5-Dimethyl-hexa-2,4-dien mit EDA zugänglich.
Durch Addition des Carbens aus EDA an Alkine werden Cyclopropencarbonsäurederivate gebildet.

### Ringerweiterung durch Buchner-Reaktion
Bei der Buchner-Reaktion von Ethyldiazoacetat mit Benzol erfolgt eine Ringerweiterung zu isomeren Cycloheptatrien-carbonsäureestern.

### Bildung von β-Ketoestern
Aldehyde und Ketone können unter Katalyse mit Zinn(II)-chlorid SnCl2 oder Bortrifluorid BF3 mit Diazoessigester im Sinne einer Kettenverlängerung in die entsprechenden β-Ketoestern überführt werden.
Mit dem einfachsten Keton Aceton reagiert EDA bei tiefen Temperaturen zu einem Gemisch von 2-Methylacetessigsäureethylester (Ethyl-2-methyl-acetoacetat) (I) und 3,3-Dimethyloxiran-2-carbonsäureethylester (Ethyl-3,3-dimethylglycidat, 5369-63-1) (II).

### Cycloadditionen mit EDA
Als 1,3-Dipol lässt sich Ethyldiazoacetat leicht mit so genannten Dipolarophilen, wie z. B. Alkenen und Alkinen, in einer [3+2]-Cycloaddition zu Pyrazolinen bzw. Pyrazolen umsetzen.
So entsteht mit Phenylacetylen und EDA in Gegenwart von Triethylamin NEt3 und der Lewis-Säure Zinktriflat Zn(OTf)2 in hoher Regioselektivität und Ausbeute das entsprechende substituierte Phenylpyrazol.
Pyrazol-5-carbonsäuren können durch 1,3-dipolare Cycloaddition von Diazoessigsäureethylester an Carbonylverbindungen mit freien α-Methylengruppen in Gegenwart der starken Base Diazabicycloundecen DBU in Acetonitril in guter Ausbeute und hoher Regioselektivität erhalten werden.
In einer [3+2]-Cycloaddition reagiert Ethyldiazoacetat mit Dehydrobenzol, z. B. aus 2-(Trimethylsilyl)phenyltriflat (88284-48-4), in Gegenwart von Tetrabutylammoniumfluorid TBAF unter Bildung von Indazolen.